# Алмендриш

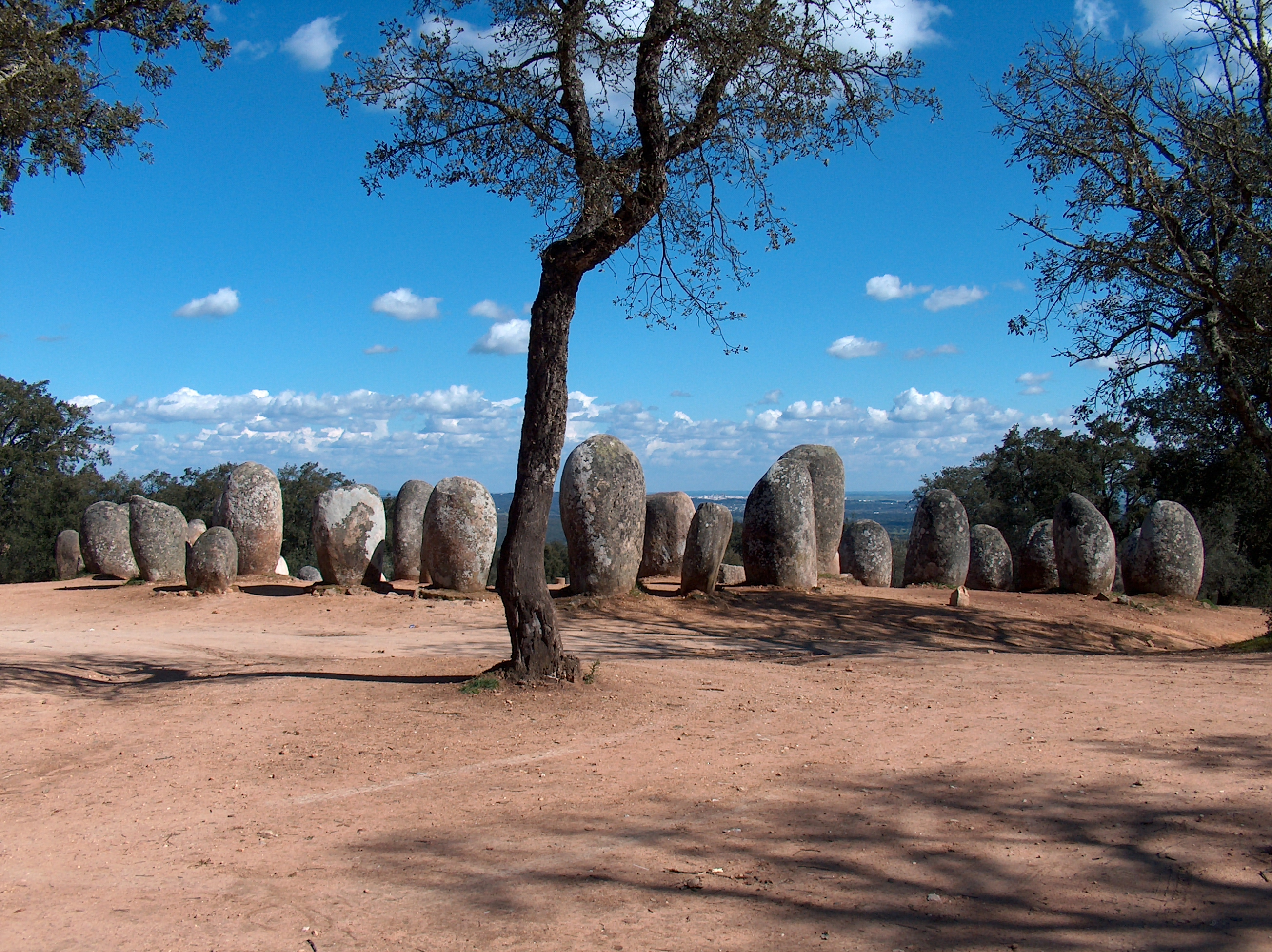
Вид на кромлех Алмендреш

Кро́млех Алме́ндриш, точнее Алме́ндреш (порт. Cromeleque dos Almendres) — мегалитический комплекс, расположенный около Носса-Сеньора-де-Гуадалупе в португальском муниципалитете Эвора. Это крупнейшее скопление менгиров на Иберийском полуострове и одно из крупнейших в Европе. Относится к эпохе неолита, около 5-4 тыс. до н. э. Первоначально состоял из большего числа менгиров, часть которых была в дальнейшем демонтирована.
Обнаружен сравнительно поздно, в 1964 году. Комплекс был обнаружен исследователем Энрике Леонором Пиной во время работ по составлению Геологической карты Португалии. В то время растительность, занимавшая это место, была расчищена, и были обнаружены некоторые фрагменты керамики и отполированный каменный топор.
За последние десятилетия на этом месте было проведено несколько археологических экспедиций, организованных Марио Варелой Гомеш. Большинство упавших монолитов были возвращены на свои первоначальные места во время работ.
Комплекс расположен на частной территории, однако территория памятника была передана городскому совету Эворы для общественного пользования.
Примерно на 10 монолитах имеются вырезанные изображения, из которых на 4-х имеются только небольшие круглые отверстия.
Примерно в 1,4 км к северо-востоку от кромлеха находится одиночный менгир Алмендреш, 38°33′53″ с. ш. 08°02′53″ з. д..

## Галерея изображений

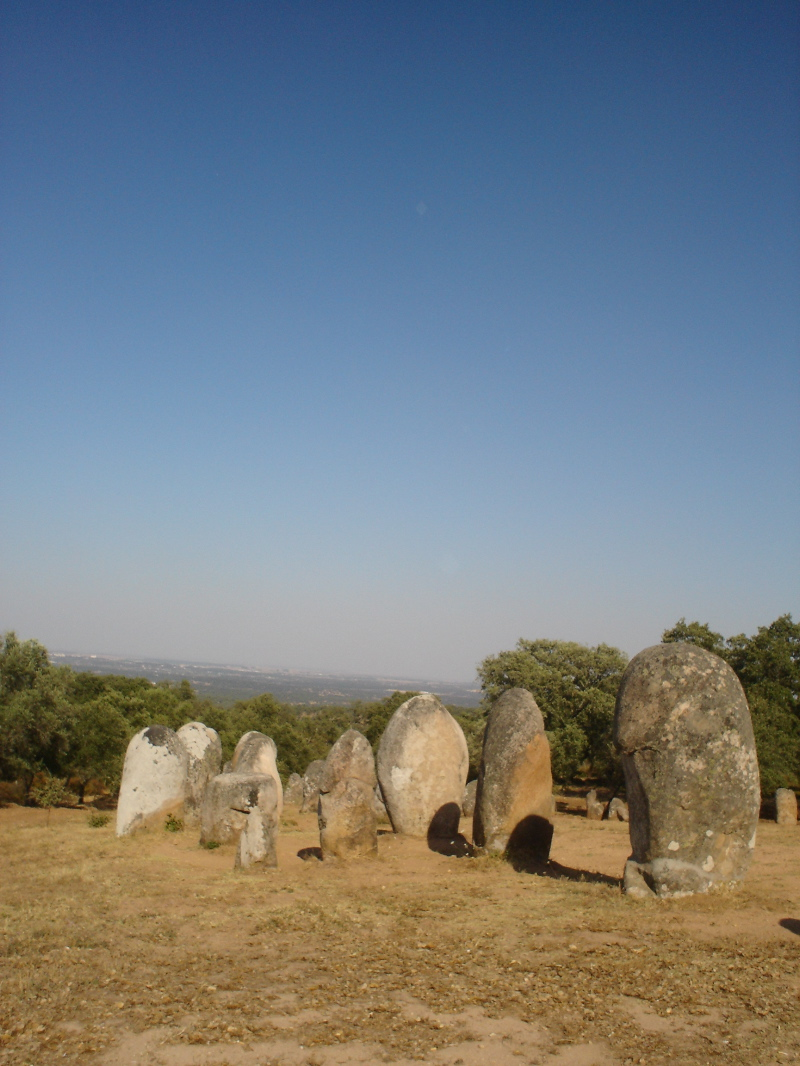
Общий вид кромлеха Алмендриш
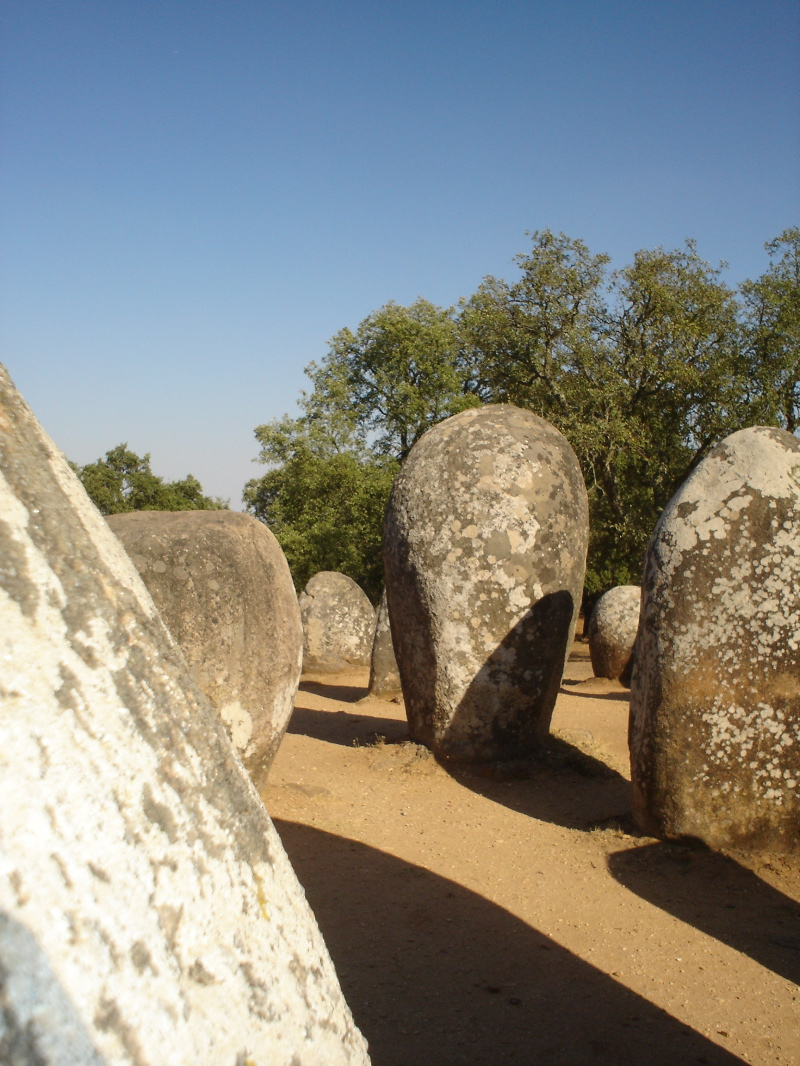
Менгиры в составе кромлеха Алмендриш
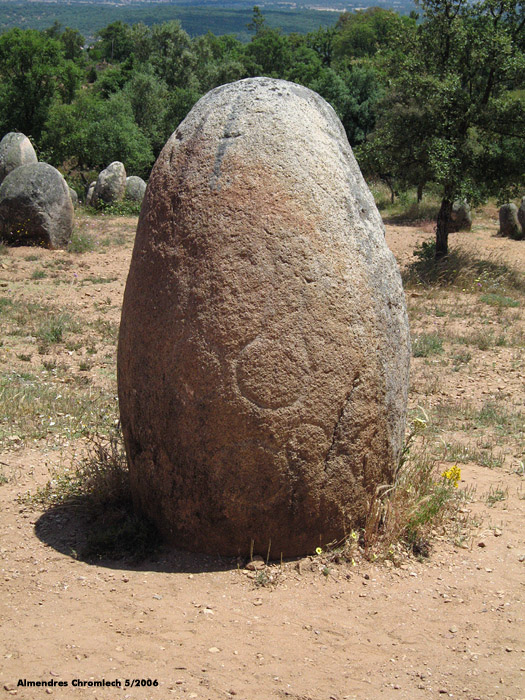
Камень с выгравированными изображениями
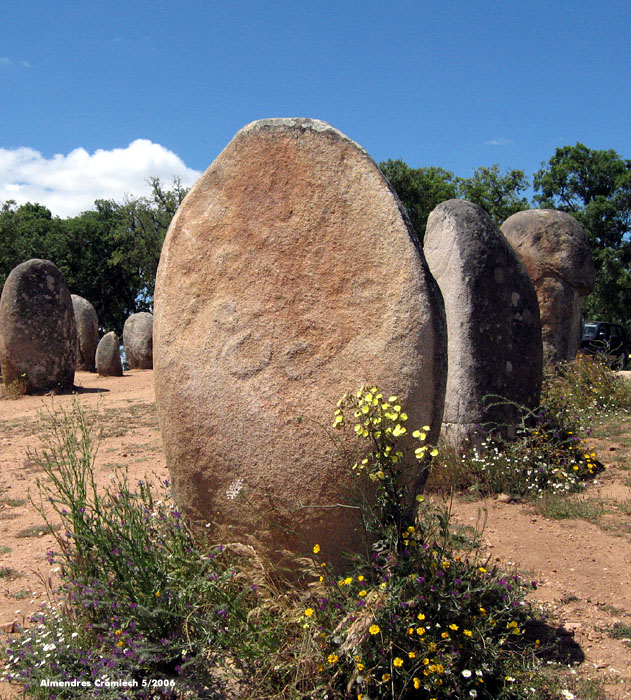
Ещё один камень с выгравированными изображениями
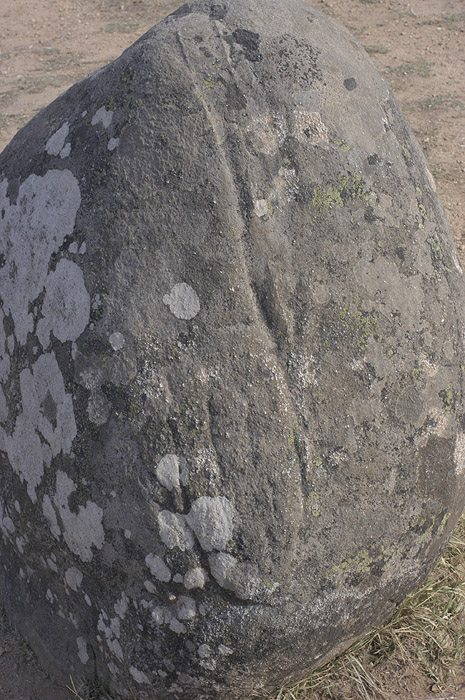
Посох пастуха - один из наиболее распространённых мотивов изображений на мегалитах.
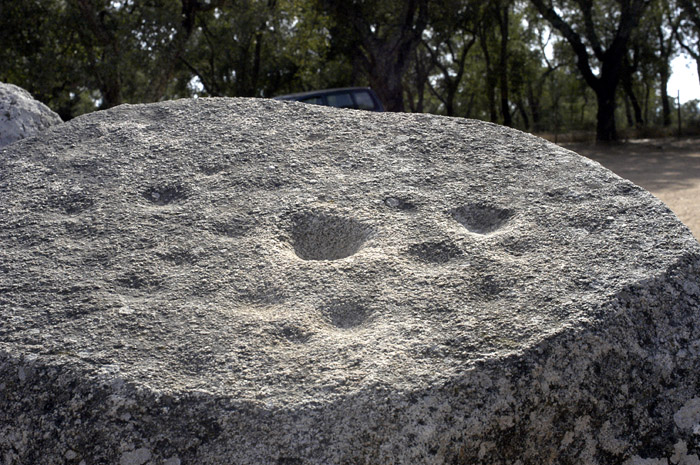
Лунки на самом западном из камней комплекса
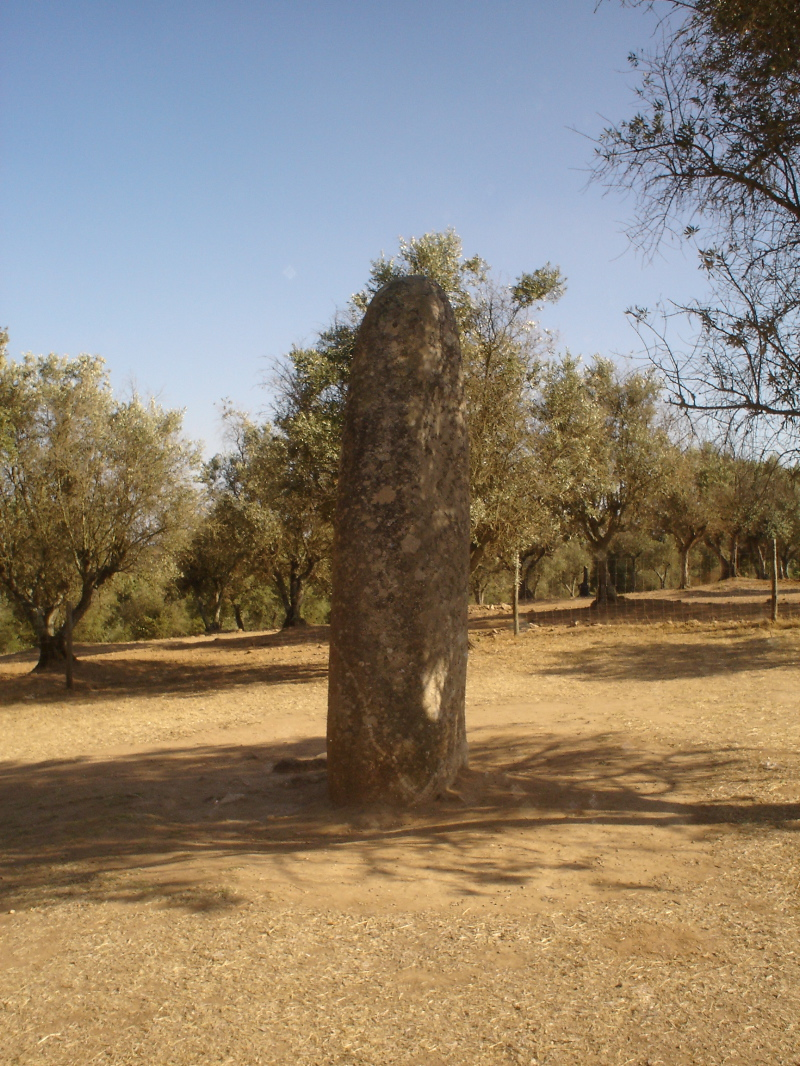
Отдельно стоящий менгир Алмендриш